# The Elite (luta profissional)
The Elite é um grupo de wrestling profissional que atualmente aparece na promoção de wrestling profissional americana All Elite Wrestling (AEW). O grupo atualmente consiste em Kenny Omega, The Young Bucks (Matt Jackson e Nick Jackson) e "Hangman" Adam Page, e são normalmente acompanhados por Brandon Cutler e Michael Nakazawa. Eles foram os primeiros Campeões Mundiais de Trios da AEW. Omega também faz aparições para a New Japan Pro-Wrestling (NJPW), onde é duas vezes e atual detentor do IWGP United States Heavyweight Championship.
A The Elite foi originalmente formada em janeiro de 2016 como um trio atuando como um subgrupo dentro do Bullet Club, um grupo maior do qual Omega era o líder. Juntos, o trio conquistou o NEVER Openweight 6-Man Tag Team Championship duas vezes naquele ano, mas continuaram sua aliança além desse ponto, com os Young Bucks atuando notavelmente como valetes para Omega em suas lutas individuais. Outros títulos conquistados pelos membros como parte do grupo incluem o IWGP Heavyweight Championship, IWGP Intercontinental Championship, IWGP United States Heavyweight Championship e AAA Mega Championship com Omega, enquanto os Young Bucks venceram o IWGP Junior Heavyweight Tag Team Championship sete vezes, o IWGP Heavyweight Tag Team Championship uma vez, o ROH World Tag Team Championship três vezes e o AAA World Tag Team Championship uma vez.
Em outubro de 2018, após uma longa rivalidade interna dentro do Bullet Club, a facção 'Elite' de Omega e The Young Bucks deixou o grupo. Cody Rhodes, Adam Page e Marty Scurll, todos os quais se aliaram à Omega durante a rivalidade, também partiram para se juntar formalmente a The Elite em 30 de outubro de 2018, ao lado do parceiro de duplas de Omega nos Golden ☆ Lovers, Kota Ibushi. Durante os três meses seguintes, os membros da The Elite deixariam a maioria de suas outras promoções para trabalhar quase exclusivamente com a AEW, menos Scurll e Ibushi, que optaram por permanecer na Ring of Honor e no New Japan Pro-Wrestling respectivamente, deixando o grupo. Os cinco, que foram fundamentais na criação da empresa e ocupam cargos de vice-presidentes executivos (exceto Page), desempenhariam um papel fundamental na AEW, tanto na tela quanto fora dela.
Cody acabaria deixando o grupo para se concentrar em seu próprio grupo, a Nightmare Family, assim como Page após uma briga com Omega e os Bucks. Em dezembro de 2020, Don Callis, vice-presidente executivo da Impact Wrestling, veio para a AEW como convidado da Omega e o ajudou a vencer o AEW World Championship. Omega então começou a fazer aparições na Impact Wrestling ao lado de Callis, eventualmente vencendo o Impact World Championship, e restabeleceu os laços com ex-companheiros de equipe do Bullet Club e lutadores da Impact Doc Gallows e Karl Anderson. Omega alegaria ter "reformado o antigo Bullet Club" e, uma vez que o grupo se fundiu com o trio de membros da The Elite restantes, Callis receberia o crédito por "reformar" a The Elite, que ele chamou de "nova Elite" e mais tarde apelidou de "The SuperElite”. Após a dissolução da parceria da AEW e do Impact, Callis permaneceu com a The Elite enquanto Gallows e Anderson saíram discretamente, e foram substituídos no grupo por Adam Cole, Bobby Fish e Kyle O'Reilly, que saíram em agosto de 2022. Durante todo esse tempo, a The Elite ganharia coletivamente o AEW World Tag Team Championship três vezes, uma vez com Omega e Page e duas vezes com os The Young Bucks. A Elite também se tornaria a primeira equipe a vencer o AEW World Trios Championship em setembro de 2022.

## Anteriormente

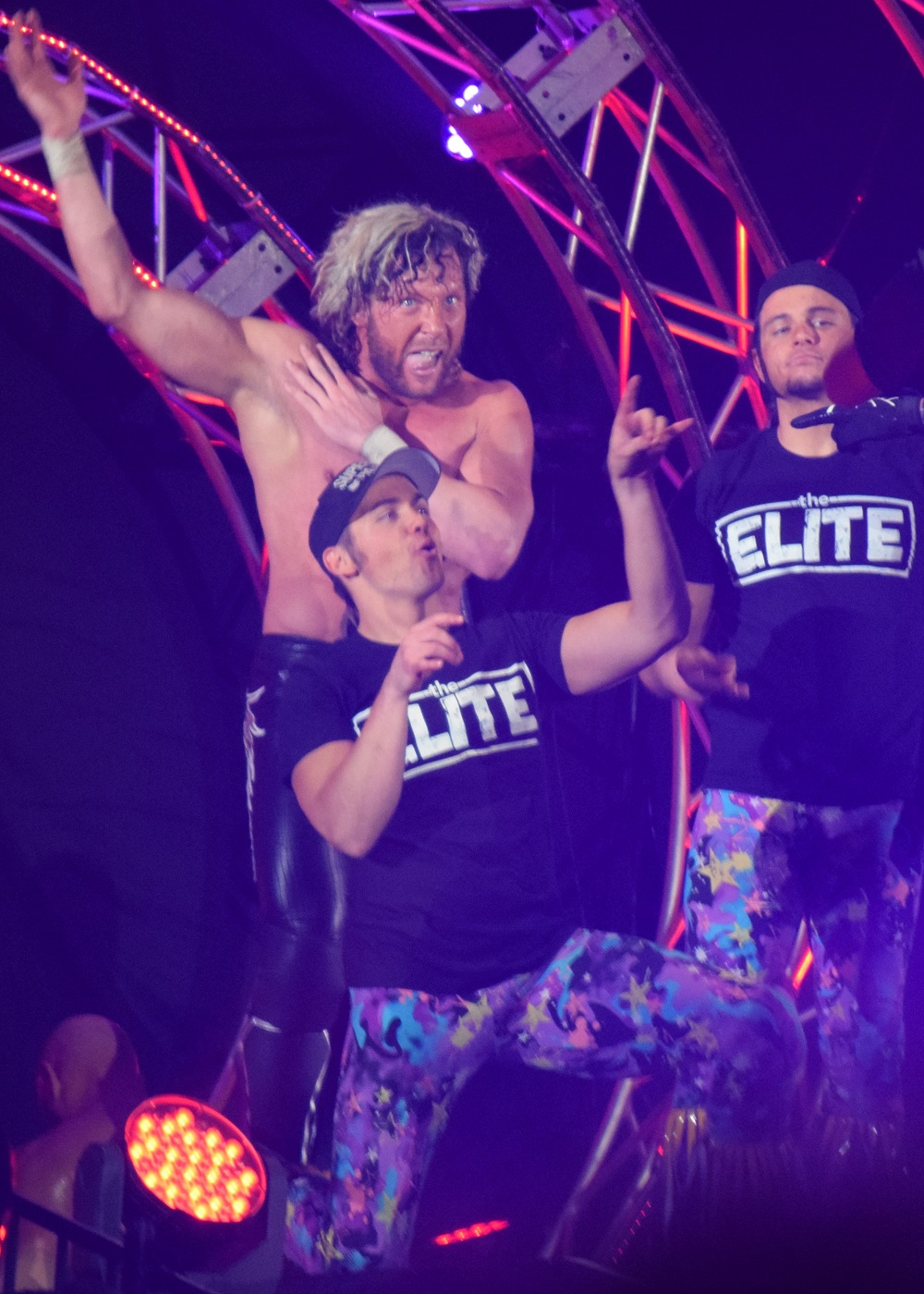
Os membros fundadores do grupo, Kenny Omega e The Young Bucks (Matt Jackson e Nick Jackson)

Antes da formação da The Elite em 2016, Kenny Omega e The Young Bucks (Matt Jackson e Nick Jackson) se conheciam há anos. Eles se conheceram originalmente no Japão em 2008, quando Omega estava em sua primeira turnê com a promoção Dramatic Dream Team (DDT) e os Young Bucks estava em sua primeira turnê com a promoção Dragon Gate. Eles se tornaram amigos íntimos após encontros posteriores em outras promoções, incluindo a promoção da Califórnia Pro Wrestling Guerrilla (PWG). Omega afirmou que os três sempre pensaram que compartilhavam o mesmo cérebro, tendo os mesmos pensamentos sobre como deveria ser uma luta de wrestling. Matt Jackson descreveu a química criativa entre os três como diferente de tudo que eles já experimentaram antes, acrescentando "Há mágica aí".
Omega, que chamou os Young Bucks de seus melhores amigos e aliados mais próximos no wrestling profissional, afirmou que os três têm "uma linha aberta de comunicação enviando mensagens o dia todo". A The Elite nasceu de uma dessas "sessões de think-tank", durante as quais os três tiveram a ideia de filmar seus momentos fora do ringue e compartilhá-los com seus fãs. Esses momentos, alguns apenas vagamente ligados ao wrestling profissional, foram usados para criar o Being The Elite, um show produzido pelos Young Bucks e lançado tanto no Twitter quanto no YouTube.
Em 2016, os três eram afiliados entre si na NJPW como membros do Bullet Club, mas nas palavras de Omega eles sentiram que o grupo havia sido diluído e queriam criar algo novo. Omega afirmou que sempre que as pessoas diziam que o Bullet Club estava fazendo "algumas coisas muito legais", na verdade, elas estavam sempre falando sobre os três e não sobre os outros membros do grupo. Querendo ficar juntos tanto no ringue quanto fora dele, os três decidiram ir a todo vapor como The Elite. Eles inventaram o nome The Elite como uma piada anos antes, ao tentar fazer uma lista dos lutadores de elite do mundo. Omega afirmou que ele e os Young Bucks queriam se tornar a The Elite, mas aceitaram se a NJPW continuasse chamando-os de Bullet Club "entre parênteses", já que o grupo era sua "vaca leiteira" e um "fenômeno da cultura pop". Omega descreveu a The Elite como "um lugar onde você pode assistir às coisas mais ridículas e divertidas do wrestling profissional".

## História

### ROH/NJPW (2016-2019)

#### Formação (2016–2017)
Em 5 de janeiro de 2016, Omega assumiu o a liderança do Bullet Club, fazendo seus membros, incluindo os Young Bucks, a se virarem contra o antigo líder AJ Styles, expulsando-o do grupo. De acordo com os Young Bucks, eles e Omega criaram a The Elite naquela noite sem nunca pedir permissão aos bookers da NJPW. Depois que o resto do Bullet Club deixou o ringue após se virarem contra Styles, Omega supostamente perguntou aos Young Bucks se apenas os três deveriam retornar ao ringue para continuar o ataque a Styles como um "sinal para o público de que [eles eram] os três caras". Os três concordaram em voltar ao ringue e assim nasceu a The Elite.
Durante os primeiros meses de existência da The Elite, os Young Bucks, que eram os detentores do IWGP Junior Heavyweight Tag Team Championship quando o grupo foi formado, ambos perderam e recuperaram o título  enquanto Omega fez o mesmo com o IWGP Intercontinental Championship. A The Elite ganhou seu primeiro título como um trio durante o show Honor Rising: Japan 2016 co-produzido pela NJPW e Ring of Honor (ROH) em 20 de fevereiro, quando eles derrotaram The Briscoes (Jay Briscoe e Mark Briscoe) e Toru Yano pelo NUNCA Openweight 6-Man Tag Team Championship. Eles defenderam o título nos Estados Unidos pela ROH. A The Elite perdeu o NEVER Openweight 6-Man Tag Team Championship para Hiroshi Tanahashi, Michael Elgin e Yoshitatsu em 10 de abril no Invasion Attack 2016, mas conseguiram recuperar o título em 3 de maio no Wrestling Dontaku 2016. Seu segundo reinado terminou em 3 de julho, quando foram derrotados por Matt Sydal, Ricochet e Satoshi Kojima.
Em 14 de agosto, Omega fez história ao se tornar o primeiro lutador não japonês a vencer o principal torneio da NJPW, o G1 Climax, derrotando Hirooki Goto nas finais. Pelo resto do ano, a The Elite ficou praticamente inativa, com Omega defendendo seu status recém-conquistado como o candidato número um ao IWGP Heavyweight Championship enquanto os Young Bucks se concentrava em lutas de duplas, vencendo o ROH World Tag Team Championship em setembro. Em 4 de janeiro de 2017, a The Elite se envolveu em duas lutas por título no maior evento do ano da NJPW, o Wrestle Kingdom 11 no Tokyo Dome. No início do show, os Young Bucks perderam o IWGP Junior Heavyweight Championship para Roppongi Vice (Beretta e Rocky Romero) enquanto no evento principal do show Omega desafiou sem sucesso Kazuchika Okada pelo IWGP Heavyweight Championship. A luta do evento principal foi aclamada por jornalistas e veteranos da indústria, com alguns classificando-a entre as maiores lutas de wrestling profissional de todos os tempos.

#### Tensão na The Elite e Golden Elite (2017–2018)
Após meses de inatividade como um trio, a The Elite se reuniu em abril de 2017 embarcando em uma turnê pelo Reino Unido, durante a qual lutaram pela Discovery Wrestling, Fight Club: Pro, Over the Top Wrestling e Revolution Pro Wrestling. Enquanto isso, uma história começou envolvendo tensão entre Omega e o companheiro de Bullet Club, Adam Cole, que formou seu próprio trio chamado Superkliq com os Young Bucks, que agora estavam presos no meio de Omega e Cole. A história culminou em 12 de maio, quando depois de provocar uma discórdia com Omega, eles se voltaram contra Cole, que foi expulso do Bullet Club por Omega. Em 11 de junho no Dominion 6.11 em Osaka-jo Hall, os Young Bucks recuperaram o IWGP Junior Heavyweight Tag Team Championship dos Roppongi Vice. No fim de semana de 1 e 2 de julho no G1 Special nos EUA, Omega derrotou Michael Elgin, Jay Lethal e, finalmente, Tomohiro Ishii para vencer um torneio de oito homens e se tornar o primeiro vencedor do IWGP United States Heavyweight Championship. Em 13 de agosto, osYoung Bucks perderam o IWGP Junior Heavyweight Tag Team Championship para Funky Future (Ricochet e Ryusuke Taguchi). Mais tarde naquele mesmo dia, Omega foi derrotado nas finais do G1 Climax 2017 por Tetsuya Naito. Em 2 de setembro, a The Elite voltou aos Estados Unidos, fazendo sua estreia na promoção Pro Wrestling Guerrilla (PWG) do sul da Califórnia derrotando Flamita, Penta 0M e Rey Fenix em uma dupla de trios no evento principal.
Após o retorno de Omega à ROH em outubro de 2017, a The Elite começou a defender o ROH World Six-Man Tag Team Championship, que os Young Bucks mantinham oficialmente com o companheiro de equipe do Bullet Club, Adam Page.
Em janeiro de 2018 no The New Beginning em Sapporo, Omega foi traído pelo companheiro de equipe do Bullet Club, Cody, após empurrar Matt Jackson e, posteriormente, se reuniu com seu ex-parceiro do Golden Lovers, Kota Ibushi, deixando o futuro da The Elite em perigo.
Em 28 de março no Strong Style Evolved, os Young Bucks enfrentaram os Golden Lovers mas foram derrotados. Após a luta, Nick Jackson apertou as mãos e abraçou Omega, mas Matt Jackson recusou e rolou para fora do ringue.
Durante a luta de Omega e Cody no Supercard of Honor XII da Ring of Honor em 7 de abril, os Young Bucks interferiram e tentaram atacar Cody, mas acidentalmente acertaram um superkick em Omega, fazendo com que Cody obtivesse a vitória por pinfall. Após a luta, os Young Bucks tentaram explicar o que havia acontecido com Omega, mas ele empurrou Matt Jackson e saiu.
No 100º episódio de Being The Elite, "Finale", Omega declarou sua amizade encerrada e que "Não há Elite" com raiva do envolvimento dos Young Bucks em sua luta, aparentemente encerrando o grupo por enquanto enquanto Scurll partia para seguir uma carreira musical e os Young Bucks, Page e Burnard the Business Bear abandonaram o convite de Cody para comemorar sua vitória sobre Omega, deixando-o sozinho no vestiário para refletir sobre o que ele fez e o que custou.
Em 9 de junho no NJPW's Dominion 6.9 em Osaka-jo Hall, os Young Bucks venceram o IWGP Heavyweight Tag Team Championship e no evento principal Omega venceu o IWGP Heavyweight Championship. Após a luta, os Young Bucks apareceram, parabenizou e abraçaram Omega e Ibushi, fundindo assim os Golden Lovers e Elite em um time de quatro homens agora chamado The Golden Elite. Em uma coletiva de imprensa transmitida no NJPW World, Omega esclareceu que daqui para frente "Ibushi é um membro da Elite", mas não do Bullet Club.
Em 7 de julho de 2018, no G1 Special em São Francisco, Cody encerrou sua rivalidade com Omega após ser atacado pelo BC Firing Squad após tê-lo desafiado sem sucesso pelo IWGP Heavyweight Championship.

#### Mudanças de membros (2018–2019)
Em julho de 2018, Nick e Matt Jackson se separaram temporariamente do Bullet Club e formaram o "Alpha Club" com Chris Jericho (também conhecido como "The Bucks of Jericho ou é Y2Jackson" ) que culminou em uma luta de uma noite no Jericho Cruise contra o Bullet Club (representado por Omega, Cody e Scurll) para reunir o grupo. No podcast Talk is Jericho em 30 de outubro após a luta, Matt Jackson confirmou que Cody, Page e Marty Scurll agora estavam oficialmente na The Elite, e que a The Elite havia se separado totalmente do Bullet Club, encerrando uma guerra civil entre o Bullet Club. "OGs" e a The Elite.
Em 8 de novembro de 2018, a New Japan Pro-Wrestling anunciou que Page e o ex-companheiro de equipe do Bullet Club, Yujiro Takahashi, representariam a The Elite no World Tag League Tournament de 2018.
Em 15 de dezembro de 2018, a The Elite, menos Scurll que permaneceu sob contrato, deixaram oficialmente a ROH, após o pay-per-view Final Battle (2018). Eles fizeram um discurso pós-show para a multidão junto com Christopher Daniels, Frankie Kazarian e Scorpio Sky. Scurll formou uma nova facção na Ring of Honor, Villain Enterprises, com o estreante PCO, e Brody King , adicionando posteriormente Flip Gordon.

### All Elite Wrestling (2019–presente)

#### Começo da AEW (2019–2020)
Em 1º de janeiro de 2019, a The Elite anunciou a formação de uma nova promoção de luta livre, a All Elite Wrestling (AEW), bem como uma continuação do All In, chamada Double or Nothing. Sua promoção foi revelada para incluir Cody, The Young Bucks, Hangman Page, Pac, SoCal Uncensored, Joey Janela, Britt Baker, Penelope Ford, Brandi Rhodes e Chris Jericho, entre outros. Os Young Bucks e Kenny Omega tiveram sua primeira luta na AEW como The Elite no Fyter Fest derrotando Lucha Brothers e Laredo Kid.
Em 2019, a The Elite começou uma rivalidade com Chris Jericho e mais tarde com seu grupo, o Inner Circle, com Omega e Page perdendo para Jericho no Double or Nothing e All Out respectivamente.
No Full Gear, Cody desafiou sem sucesso Jericho pelo AEW World Championship com a condição de nunca mais disputar o título caso perdesse, enquanto os Young Bucks perderam para Santana e Ortiz. No episódio de 22 de janeiro de 2020 do AEW Dynamite durante o Rock 'N' Wrestling Rager at Sea de Chris Jericho, Omega e Page derrotaram SoCal Uncensored (Frankie Kazarian e Scorpio Sky) pelo AEW World Tag Team Championship.
No episódio de 18 de novembro de Being the Elite, Hangman Page tentou se separar do grupo, levando a meses de tensão entre ele, os Young Bucks (especialmente Matt Jackson) e seu parceiro de duplas Omega. Após o episódio de 4 de março de 2020 do Dynamite (e mostrado no episódio de 8 de março de Being the Elite), Hangman Page formalmente se separou de The Elite, mas ainda permaneceu um membro periférico prestes a sair permanentemente.
Em uma entrevista em maio de 2020, Cody Rhodes discutiu o status dos membros da The Elite, afirmando que os 'OG' da The Elite (Bucks, Omega) sempre determinará quem se juntará ao grupo e que é "o mundo deles" que ele tem a honra de participar. Ele também esclareceu que Hangman Page e Marty Scurll faziam parte do "universo expandido" do grupo, e que Matt Hardy também era um membro honorário. No episódio de 27 de agosto do AEW Dynamite, Page foi oficialmente expulso da The Elite por custar aos Young Bucks uma futura oportunidade de desafiar o Page e o Omega pelo World Tag Team Championship.

#### Domínio dos títulos e Super Elite (2020–2022)
No Full Gear, os Young Bucks venceram o AEW World Tag Team Championships em uma luta contra os campeões FTR. Omega, com assistência de  Callis derrotou Jon Moxley pelo AEW World Championship em 2 de dezembro de 2020. Na edição de 15 de dezembro de 2020 do Impact Wrestling, Omega aliou-se aos ex-companheiros do Bullet Club Doc Gallows e Karl Anderson, com Omega afirmando que havia "reformado o antigo Bullet Club". O Bullet Club reunido continuaria sua presença no ano novo, e no episódio de 6 de janeiro do AEW Dynamite Gallows e Anderson salvaram Omega de um ataque de Jon Moxley e se reuniram com os Young Bucks para se fundir em um grupo de cinco homens. No episódio de 11 de janeiro do Being The Elite ("The Band is Back Together"), Matt Hardy perguntou a Matt Jackson "O Bullet Club está de volta?" ao que ele respondeu, "é complicado." Em 15 de janeiro, uma luta envolvendo a 'The Elite' foi marcada, mas no último minuto foi alterada por Callis para ser Omega e os Good Brothers. O membro fundador do NJPW Bullet Club, Tama Tonga, dirigiu-se a essa facção de ex-membros do Bullet Club no Twitter, chamando-os de "Bullet Club pirata".
No PPV da Impact Wrestling Hard to Kill, Omega , Anderson e Gallows derrotaram Rich Swann, Chris Sabin e Moose, notavelmente agora vestindo trajes temáticos do Bullet Club. No Beach Break em 3 de fevereiro, Omega, Anderson e Gallows derrotaram a equipe de Jon Moxley, Rey Fenix e PAC. Após a luta, Kenta, membro do Bullet Club, apareceu e lançou um ataque furtivo ao Campeão dos Estados Unidos da IWGP, Jon Moxley, após Moxley atacar Kenny Omega. Após o show, Omega disse que se juntaria a Kenta em uma luta contra Moxley e Lance Archer.
Em abril de 2021, os Young Bucks, que desconfiavam do relacionamento de Omega com Callis, Gallows e Anderson, consolidaria seu compromisso com Omega ao se voltar contra Jon Moxley durante uma luta de trios no Dynamite, quando eles lutaram contra Omega, Anderson e Gallows.
Em setembro de 2021, no All Out, os Young Bucks perderam o AEW World Tag Team Championship para os Lucha Brothers em uma luta Steel Cage. Depois que Omega reteve o AEW World Championship contra Christian Cage em uma luta pelo título no evento principal, a The Elite apareceu para atacar Cage. A Jurassic Express apareceu para ajudar Cage, mas estava em menor número. A Elite foi interrompida pelo estreante Adam Cole, que acertou o superkick para Jungle Boy, ingressando na The Elite. Quando a Elite estava prestes a encerrar o show, o estreante Bryan Danielson atacou a The Elite, auxiliando Cage e o Jurassic Express. Danielson, Cage e Jurassic Express saíram por cima no final do show.
Em outubro de 2021, após o pay-per-view Bound for Glory da Impact, foi relatado que a parceria entre a AEW e a Impact havia terminado e, com isso, Gallows e Anderson foram discretamente afastados da The Elite. Depois de perder o AEW World Championship para Adam Page no Full Gear, Omega anunciou no Dynamite seguinte que ele estaria tirando uma licença, deixando os Young Bucks para "segurar o forte". Cole, no entanto, adicionaria os ex-companheiros de grupo da Undisputed Era, Bobby Fish e Kyle O'Reilly, ao grupo.

#### Retorno à formação original e suspensão (2022–presente)
No episódio especial de 27 de julho de 2022 do Dynamite intitulado Fight for the Fallen, a AEW anunciou um torneio pelo novo AEW World Trios Championship, que culminaria no pay-per-view All Out em 4 de setembro de 2022. No episódio de 3 de agosto do Dynamite, Adam Cole voltou de lesão com o resto da The Undisputed Elite, declarando suas intenções de vencer o novo AEW World Trios Championship com Kyle O'Reilly e Bobby Fish. Cole, Fish e O'Reilly então atacaram os Young Bucks, transformando-os em faces, enquanto Cole, Fish e O'Reilly deixaram a The Elite. 'Hangman' Adam Page salvaria os Bucks de um novo ataque. Mais tarde naquela noite, os Bucks tentariam agradecer a Page por sua ajuda, mas foram interrompidos pela Dark Order. No episódio de 10 de agosto do Dynamite, os Young Bucks mais uma vez pediram a Page para se juntar a eles no torneio de trios. Page recusou a oferta dizendo que estaria no corner da Dark Order. No episódio de 17 de agosto do Dynamite, os Young Bucks se juntaram a Omega que retornava; sua primeira luta em mais de nove meses. Omega e os Bucks avançaram para as finais do torneio onde derrotaram o time da Dark Order (Alex Reynolds e John Silver) e Adam Page para se tornarem os primeiros Campeões Mundiais de Trios da AEW.
No episódio de 7 de setembro do Dynamite, devido a uma confusão com CM Punk após o scrum de mídia após o All Out, Tony Khan anunciou que todos os membros da The Elite foram destituídos do AEW World Trios Championship. Foi relatado anteriormente de várias fontes que todos os membros da The Elite foram suspensos por causa da briga.
No Full Gear, a The Elite voltou em uma luta de trios contra Death Triangle pelo AEW World Trios Championship, onde não tiveram sucesso após Rey Fenix usar o martelo do gongo contra Kenny Omega para nocauteá-lo e vencer a luta. A luta no Full Gear seria o início de uma série melhor de sete entre The Elite e Death Triangle, que durou dois meses e culminou em uma sétima e decisiva luta na edição de 11 de janeiro de 2023 do Dynamite, onde, em uma luta de escadas, a The Elite venceria a série por 4-3, conquistando pela segunda vez o AEW World Trios Championship. A The Elite perdeu os títulos para a The House of Black no Revolution, encerrando seu segundo reinado em 53 dias.

## Being The Elite
Being The Elite estreou no YouTube em maio de 2016 e desde então foi ao ar em média uma ou duas vezes por semana. O show é filmado e editado inteiramente em um iPhone com os membros da The Elite detendo total controle criativo sobre o conteúdo. Originalmente planejado como um veículo promocional e um diário em vídeo da vida dos Young Bucks e Kenny Omega na estrada, desde então evoluiu para um híbrido que também inclui esquetes e desenvolvimentos de enredo envolvendo a The Elite e o Bullet Club. No início de 2017, o Being The Elite forneceu o pano de fundo para um ângulo que culminou no War of the Worlds em maio, com a The Elite se voltando contra Adam Cole e expulsando-o do Bullet Club. Embora a ROH tenha mostrado anteriormente que havia tensão entre Cole e os Young Bucks, o Being The Elite se aprofundou no ângulo com um enredo que envolvia tensão entre Cole e Omega e sua luta pela lealdade dos Young Bucks, ao mesmo tempo em que apresentava Scurll, que se tornaria o substituto de Cole no Bullet Club.
Em 1º de janeiro de 2019, um episódio do Being The Elite foi usado para anunciar a formação de uma nova promoção de wrestling, a All Elite Wrestling (AEW), bem como uma continuação de All In, chamada Double or Nothing. Desde a formação da AEW, o programa também avançou nas histórias da AEW, estreou novos signatários e promoveu os próximos shows da AEW.
Being the Elite entrou em hiato em 12 de setembro de 2022, após a suspensão do The Elite devido à confusão com CM Punk. Being the Elite retornou depois que a The Elite retornou no Full Gear.

## Membros
| * | Membro fundador |
| L | Líder           |

### Atual
| Membro              | Entrada                                  |
| ------------------- | ---------------------------------------- |
| Kenny Omega(L)      | 5 de janeiro de 2016*                    |
| Matt Jackson        | 5 de janeiro de 2016*                    |
| Nick Jackson        | 5 de janeiro de 2016*                    |
| "Hangman" Adam Page | 30 de outubro de 2018 17 de maio de 2023 |

### Ex-membros
| Membro        | Entrada                | Última aparição       |
| ------------- | ---------------------- | --------------------- |
| Kota Ibushi   | 9 de junho de 2018     | 4 de janeiro de 2019  |
| Marty Scurll  | 30 de outubro de 2018  | 4 de janeiro de 2019  |
| Cody Rhodes   | 30 de outubro de 2018  | 18 de março de 2020   |
| Karl Anderson | 6 de janeiro de 2021   | 23 de outubro de 2021 |
| Doc Gallows   | 6 de janeiro de 2021   | 23 de outubro de 2021 |
| Adam Cole     | 5 de setembro de 2021  | 3 de agosto de 2022   |
| Bobby Fish    | 10 de novembro de 2021 | 3 de agosto de 2022   |
| Kyle O'Reilly | 2 de dezembro de 2021  | 3 de agosto de 2022   |

### Associados
| Associado        | Entrada                 |
| ---------------- | ----------------------- |
| Brandon Cutler   | 19 de maio de 2019      |
| Michael Nakazawa | 17 de fevereiro de 2021 |

### Ex-associados
| Associado        | Entrada               | Última aparição       |
| ---------------- | --------------------- | --------------------- |
| Chris Jericho    | 9 de julho de 2018    | 30 de outubro de 2018 |
| Brandi Rhodes    | 30 de outubro de 2018 | 18 de março de 2020   |
| Chase Owens      | 7 de julho de 2018    | 5 de janeiro de 2019  |
| Yujiro Takahashi | 7 de julho de 2018    | 5 de janeiro de 2019  |
| Dustin Rhodes    | 25 de maio de 2019    | 11 de março de 2020   |
| Matt Hardy       | 18 de março de 2020   | 27 de maio de 2020    |
| Don Callis       | 2 de dezembro de 2020 | 10 de maio de 2023    |

## Subgrupos

### Atual
| Nome            | Membros                               | Período       | Tipo  | Promoção                               |
| --------------- | ------------------------------------- | ------------- | ----- | -------------------------------------- |
| The Elite       | Kenny Omega Matt Jackson Nick Jackson | 2016–presente | Trio  | AAA AEW NJPW ROH                       |
| The Young Bucks | Matt Jackson Nick Jackson             | 2016–presente | Dupla | AAA AEW NJPW ROH Circuito independente |

### Ex
| Nome                      | Membros                                                         | Período             | Tipo     | Promoção                       |
| ------------------------- | --------------------------------------------------------------- | ------------------- | -------- | ------------------------------ |
| The Good Brothers         | Doc Gallows Karl Anderson                                       | 2016 2021           | Dupla    | AEW Impact NJPW                |
| "Bullet Club"             | Kenny Omega Matt Jackson Nick Jackson Doc Gallows Karl Anderson | 2021                | Grupo    | AEW Impact                     |
| Superkliq                 | Adam Cole Matt Jackson Nick Jackson                             | 2016–2017 2021–2022 | Trio     | AEW NJPW ROH                   |
| The Super Elite           | Kenny Omega Matt Jackson Nick Jackson Adam Cole                 | 2016–2017 2021–2022 | Grupo    | AEW NJPW ROH                   |
| Super Villains            | Marty Scurll Matt Jackson Nick Jackson                          | 2018                | Trio     | NJPW ROH Circuito independente |
| The Hung Bucks            | Hangman Page Matt Jackson Nick Jackson                          | 2018                | Trio     | NJPW ROH                       |
| Luxury Trio               | Cody Kenny Omega Marty Scurll                                   | 2018                | Trio     | NJPW ROH                       |
| Team All In               | Cody Matt Jackson Nick Jackson                                  | 2018                | Trio     | ROH                            |
| Alpha Club                | Chris Jericho Matt Jackson Nick Jackson                         | 2018                | Trio     | ROH                            |
| Dick & Balls              | Hangman Page Yujiro Takahashi                                   | 2018–2019           | Dupla    | NJPW                           |
| The Golden Elite          | Kenny Omega Matt Jackson Nick Jackson Kota Ibushi               | 2018–2019           | Quarteto | NJPW Circuito independente     |
| Golden☆Lovers             | Kenny Omega Kota Ibushi                                         | 2018–2019           | Dupla    | NJPW ROH                       |
| Cody and Dustin Rhodes    | Cody Rhodes Dustin Rhodes                                       | 2019–2020           | Dupla    | AEW                            |
| Kenny Omega and Adam Page | Kenny Omega Adam Page                                           | 2019–2020           | Dupla    | AEW                            |
| reDRagon                  | Bobby Fish Kyle O'Reilly                                        | 2021–2022           | Dupla    | AEW                            |
| Adam Cole & reDRagon      | Adam Cole Bobby Fish Kyle O'Reilly                              | 2021–2022           | Trio     | AEW                            |
| The Undisputed Elite      | Adam Cole Bobby Fish Kyle O'Reilly Matt Jackson Nick Jackson    | 2021–2022           | Grupo    | AEW                            |

## Prêmios e conquistas
- 4 Front Wrestling
  - 4FW Junior Heavyweight Championship (1 vez) – Omega[81]
- All Elite Wrestling
  - AEW World Championship (1 vez) – Omega
  - AEW World Tag Team Championship (3 vezes) – Omega and Page (1), The Young Bucks (2)
  - AEW World Trios Championship (2 vezes, inaugural)[82] – Omega e The Young Bucks[83]
  - AEW World Trios Championship Tournament (2022) - Omega e The Young Bucks[84]
  - Men's Casino Battle Royale (2 vezes) – Page (2019), O'Reilly (2022)
  - Casino Tag Team Royale (1 vez) – The Young Bucks (2022)
  - Owen Hart Cup (1 vez) – Cole
  - Dynamite Award (1 vez)
    - "Bleacher Report PPV Moment of the Year" (2021) – Page, Omega, Hardy, e Young Bucks - Luta Stadium Stampede (The Elite vs. The Inner Circle) no Double or Nothing
- DDT Pro-Wrestling
  - Ironman Heavymetalweight Championship (2 vezes) – The Young Bucks, Brandi Rhodes[85]
- Global Force Wrestling
  - GFW NEX*GEN Championship (1 vez) – Cody[86]
- Impact Wrestling
  - Impact World Championship (1 vez) – Omega
  - Impact World Tag Team Championship (2 vezes) – The Good Brothers[87]
- Lucha Libre AAA Worldwide
  - AAA Mega Championship (1 vez) – Omega
  - AAA World Tag Team Championship (1 vez) – The Young Bucks
- New Japan Pro-Wrestling
  - IWGP Heavyweight Championship (1 vez) – Omega[43]
  - IWGP Intercontinental Championship (1 vez) – Omega[88]
  - IWGP United States Championship (3 vezes, atual) – Omega (2, atual)[37] e Cody (1)[89]
  - IWGP Junior Heavyweight Championship (1 vez) – Scurll
  - IWGP Junior Heavyweight Tag Team Championship (7 vezes) – The Young Bucks[9]
  - IWGP Tag Team Championship (1 vez) – The Young Bucks[44]
  - NEVER Openweight 6-Man Tag Team Championship (3 times) – Omega e The Young Bucks (2), Scurll e The Young Bucks (1)[90]
  - G1 Climax (2016) – Omega[91]
  - IWGP United States Championship Tournament (2017) – Omega[37]
  - Tag Team Turbulence Tournament (2021) – Gallows and Anderson
- National Wrestling Alliance
  - NWA World Heavyweight Championship (1 vez) – Cody
- Pro Wrestling Guerrilla
  - PWG World Tag Team Championship (1 vez) – The Young Bucks[25]
- Pro Wrestling Illustrated
  - Rivalidade do ano (2017) Omega vs. Kazuchika Okada[92]
  - Luta do ano (2017) Omega vs Kazuchika Okada em 4 de janeiro[92]
  - Luta do ano (2018) Omega vs. Kazuchika Okada em 9 de junho
  - Luta do ano (2019) Cody vs Dustin Rhodes em 25 de maio[93]
  - Luta do ano (2020) Omega e Page vs The Young Bucks em 29 de fevereiro[94]
  - Dupla do ano (2017, 2018) – The Young Bucks[92]
  - A PWI colocou Omega em 1º dos 500 melhores lutadores na PWI 500 em 2018 e 2021[95]
- Ring of Honor
  - ROH World Heavyweight Championship – Cody (1)
  - ROH World Tag Team Championship (3 vezes) – The Young Bucks[96]
  - ROH World Six-Man Tag Team Championship (2 vezes) – Page e The Young Bucks (1), Cody e The Young Bucks (1)[97]
  - ROH World Television Championship (1 vez) – Scurll
  - Lutador do ano (2017) – Cody[98]
  - Dupla do ano (2017) – The Young Bucks[99]
  - Melhor entrada no Final Battle (2017) – Scurll[100]
  - Estrela revelação do ano (2017) – Page[101]
  - Rivalidade do ano (2018) Cody vs. Omega[102]
  - Survival of the Fittest (2018) – Scurll
- SoCal Uncensored
  - Luta do ano (2016) The Young Bucks e Adam Cole vs. Matt Sydal, Ricochet e Will Ospreay em 3 de setembro[103]
  - Luta do ano (2017) Omega vs. Tomohiro Ishii em 2 de julho[104]
  - Luta do ano (2018) Golden☆Lovers vs. The Young Bucks em 25 de março[105]
- Sports Illustrated
  - Lutador do ano (2017) – Omega[106]
  - Lutador do ano (2018) – Cody[107]
- Tokyo Sports
  - Melhor lutador (2016) – Omega[108]
  - Melhor luta (2017) Omega vs. Kazuchika Okada em 4 de janeiro[109]
  - Melhor luta (2018) Omega vs. Kazuchika Okada em 9 de junho[110]
- Weekly Pro Wrestling
  - Melhor luta (2016) Omega vs. Tetsuya Naito no G1 Climax 26[111]
  - Melhor luta (2017) Omega vs. Kazuchika Okada no Wrestle Kingdom 11[112]
  - Melhor luta (2018) Ibushi vs. Hiroshi Tanahashi no G1 Climax 28[113]
  - Melhor estrangeiro (2016–2018) – Omega[111][112][114]
- What Culture Pro Wrestling/Defiant Wrestling
  - WCPW/Defiant Championship (1 vez) – Scurll[115][116]
  - WCPW Internet Championship (1 vez) – Cody[117]
- World Series Wrestling
  - WSW Tag Team Championship (1 vez) – The Young Bucks
  - WSW Tag Team Title Tournament (2018) – The Young Bucks[118]
- Wrestling Observer Newsletter
  - Wrestling Observer Newsletter Hall of Fame (Classe de 2020) – Omega[119]
  - Melhor livro de wrestling (2020) Killing the Business by The Young Bucks[120]
  - Melhor movimento de wrestling (2016–2018, 2020) – Omega (One-Winged Angel)[121][122][123]
  - Rivalidade do ano (2017) Omega vs. Kazuchika Okada[124]
  - Rivalidade do ano (2021) Omega vs. Hangman Page
  - MVP Japão (2018) – Omega[123]
  - MVP EUA/Canada (2021) - Omega
  - Mais aprimorado (2018) – Page[125]
  - Lutador mais destacado do ano (2018, 2020) – Omega[123]
  - Luta do ano (2017) Omega vs. Kazuchika Okada on January 4[126]
  - Luta do ano (2018) Omega vs. Kazuchika Okada on June 9[123]
  - Luta do ano (2020) Omega and Page vs The Young Bucks on February 29[120]
  - Dupla do ano (2016–2018, 2020-2021) – The Young Bucks[123][127][128]
  - Dupla da década (2010s) – The Young Bucks[129]
  - Lutador do ano (2018, 2021) – Omega[123]